# Iittala (stacja kolejowa)
Iittala (fiń. Iittalan rautatieasema) – przystanek osobowy w Iittala w gminie Hämeenlinna, w regionie Kanta-Häme, w Finlandii. Znajduje się na linii Riihimäki – Tampere.
Przystanek Iittala został otwarty w 1882 roku w wiosce o tej samej nazwie, dwa kilometry od kościoła Kalvola. Fabryka szkła w Iittala, która została założona w 1881 roku, znajduje się blisko przystanku. Pierwotny budynek stacji został zaprojektowany przez architekta Knuta Nylandera.
W 2008 z usług przystanku skorzystało 24 000 pasażerów. 

## Linie kolejowe
- Linia Riihimäki – Tampere